# Albino Carraro
Pour les articles homonymes, voir Carraro.
Albino Carraro (né le 4 avril 1899 à Padoue et mort le 14 août 1964) était un arbitre italien de football.

## Biographie
Albino Carraro fut l'un des trois premiers arbitres italiens ayant officié en coupe du monde (avec Francesco Mattea et Rinaldo Barlassina). 

## Carrière
Albino Carraro a officié dans des compétitions majeures : 
- Coupe Mitropa 1932 (finales aller et retour)
- Coupe du monde de football de 1934 (1 match)